# 公子益师
公子益师（—前722年），姬姓，名益师，字众父，中国春秋時期鲁国政治人物，鲁孝公的儿子。鲁隐公元年（前722年）十二月，公子益师去世，其后为众氏，其子是众仲。